# Darío Gael Blanco
Darío Gael Blanco (Madrid, 1989) es una persona de nacionalidad española que se dedica a la escritura, traducción y el activismo por los derechos de las personas trans.

## Biografía
Realizó estudios en Filología Inglesa y Derecho en la Universidad de Alcalá, y se especializó en Análisis literario y Estudios de género en la Universidad Humboldt de Berlín. Inició su transición con 23 años cuando cursaba un Erasmus en Berlín, y mostró su cambio corporal a través de sus redes sociales.
Como activista, realizó una defensa de la Ley Trans española, que entró en vigor en 2023. Antes de la promulgación de dicha ley, realizó el cambio de sexo registral en su documento nacional de identidad.
Colabora en revistas como Vanity Fair España o Vogue España. Ha escrito relatos incluidos en antologías como Cuadernos de Medusa II (Amor de Madre) o Asalto a Oz (Dos Bigotes) y ensayos colectivos como Vidas Trans (Antipersona).

## Vida personal
Blanco se identifica como hombre trans no binario y bisexual.

## Obra
- Cuadernos de Medusa II (Amor de Madre, 2019)
- Asalto a Oz (Dos Bigotes)
- Vidas Trans (Antipersona, 2019)